# Ткачик жовтоспинний
Тка́чик жовтоспинний (Ploceus dichrocephalus) — вид горобцеподібних птахів ткачикових (Ploceidae). Мешкає в Східній Африці.

## Опис
Довжина птаха становить 13 см, вага 18-20 г. У самців під час сезону розмноження голова чорно-бура, потилиця і щоки світліші, каштанові. Верхня частина тіла зеленувато-жовта, надхвістя світло-жовте, хіст оливково-зелений. Очі червонувато-карі. Самці під час негніздового періоду, самиці і молоді птахи мають коричнювате забарвлення, нижня частина тіла у них жовта, крилі мають жовті края, нижня частина тіла сіра, дзьоб дзверху темний. знизу світліший.

## Поширення і екологія
Жовтоспинні ткачики мешкають на півдні Ефіопії і Сомалі та на крайньому північному сході Кенії. Вони живуть в сухих тропічних лісах і чагарникових заростях, в напівпустелях і галерейних лісах, в заростях на берегах річок і озер. Зустрічаються парами і невеликими зграйками, на висоті до 1500 м над рівнем моря. Живляться насінням і комахами. Жовтоспинні ткачики, імовірно, є полігамними, на одного самця припадає кілька самиць. Гніздяться невеликими колоніями. В кладці 2 світлих синьо-зелених або зеленуватих яйця, поцяткованих коричневими і пурпуровими плямками.